# ピンホール友の会
ピンホール友の会（ピンホールとものかい、pinhole-tomonokai）は、主に京都市東山区東山青少年活動センターで活動する関西で最初のピンホールカメラの同好会である。略称は「ピン友」（ぴんとも）。設立は1998年。

## 概要
月に一度、東山区役所内にある東山青少年活動センターの一室で活動している。毎年夏に開催される東山フェスタではピンホールカメラのワークショップを行い、会員を広く募集している。ピンホールカメラで写真を手作りしたい人は誰でも会員になることができる。新会員はまず自分用のピンホールカメラを作成する。各会員は少なくとも一つ以上の自作のピンホールカメラを所有しており、活動時はそのカメラを持ち寄って、撮影を行う。撮影は主に東山区内の観光名所などで行う。撮影後は、即席の暗室を設け、現像や反転などの作業を行う。そのようにして時間をかけてできあがった写真は、定期的に開かれる関西針穴写真フェスタという展示会で発表されている。

## 誕生までの歴史
1997年に東山区の東山青少年活動センターのイベント、東山フェスタの一事業として「光と遊ぶピンホールカメラメイキング」が開催され、そのナビゲーターを務めたのが前身。
その後、1998年にナビゲーターを務めたスタッフを中心に、毎月1回日曜日に活動するピンホールカメラの同好会として設立された。関西で初めてのピンホールカメラの同好会のため、NHKや新聞社などが取材に訪れたこともあった。